# Emerald (sieć)
Sieć Emerald – paneuropejska ekologiczna sieć obszarów chronionych o szczególnym znaczeniu (Areas os Special Conservation Interest – ASCI).

## Historia, cele, założenia
Została utworzona w 1989 roku przez Radę Europy w ramach jej prac w Stałym Komitecie Konwencji Berneńskiej. Tworzenie sieci Emerald ma pozytywnie wpłynąć na ochronę zagrożonych gatunków i ich naturalnych siedlisk w zdominowanym przez człowieka i podzielonym na fragmenty krajobrazie Europy. Sieć Emerald jest odpowiednikiem sieci Natura 2000 w krajach, które nie są członkami Unii Europejskiej. Sieć została zaplanowana dla całej Europy oraz północnej części Afryki.
Uczestnictwo w sieci jest nieobowiązkowe, ale stosowanie wytycznych wskazanych w Konwencji powinno być ściśle przestrzegane przez państwa ratyfikujące.
Sieć składa się z trzech komponentów:
- obszary centralne (core areas) – zapewniające odpowiednie warunki środowiskowe w celu ochrony ważnych ekosystemów, siedlisk i populacji gatunków,
- korytarze (corridors) – łączące obszary chronione,
- strefy buforowe (buffer zone) – obszary mające na celu ochronę sieci przed niekorzystnymi wpływami.